# Avida (computerprogramma)
Avida is een computerprogramma om de evolutie van kunstmatig leven te bestuderen.
Avida is in ontwikkeling door het Digital Evolution Lab aan de Michigan State University. De eerste versie is in 1993 door Charles Ofria, Chris Adami en C. Titus Brown ontwikkeld aan het California Institute of Technology.